# Programa lunar xinès
El programa xinès d'exploració lunar (en xinès simplificat: 中国探月; tradicional: 中國探月; pinyin: Zhōngguó Tànyuè), també conegut com el programa Chang'e (en honor de la deessa), és un programa d'exploració robòtica i missions tripulades a la Lluna de l'Administració Espacial Nacional de la Xina.
El control de terra de les missions es realitza a través d'una Xarxa de Seguiment d'Espai Profund, composta per antenes de 50 m. de diàmetre a Pequín, i de 40 m. a Kunming, Xangai i Ürümchi. Aquest conjunt forma una Xarxa d'Interferometria de Base Molt Gran de 3.000 km.
La primera sonda del programa, Chang'e 1, és un orbitador lunar no tripulat. Va ser llançat amb èxit el 24 d'octubre de 2007 des del Centre Espacial de Xichang, quan estava inicialment previst per a l'abril del mateix any.
Un segon orbitador, Chang'e 2, va ser llançat l'1 d'octubre de 2010.
Chang'e 3, que inclou un mòdul de descens i un astromòbil, es va llançar l'1 de desembre de 2013 i va allunar amb èxit el 14 de desembre de 2013.
El 7 de desembre de 2018, fou enviada a la cara oculta de la Lluna la missió Chang'e 4. Va allunar en aquesta part abans no visitada de la Lluna el 3 de gener de 2019. La Chang'e 4 va desplegar l'astromòbil lunar Yutu-2.
El 16 de desembre de 2020, amb el final de la missió Chang'e 5, la Xina va completar amb èxit la seva primera missió amb retorn de mostres lunars, que va aconseguir recollir 1,731 kg de material
El 3 el maig de 2024, la Xina va enviar la missió Chang'e 6, que va executar el primer retorn de mostres lunars des de la cara oculta de la Lluna. En total, la missió va durar 53 dies. Va finalitzar el 25 de juny de 2024 amb el retorn de la càpsula reentrant a l'atmosfera terrestre amb les mostres, que va aterrar en paracaigudes a la Mongòlia Interior, una regió autònoma de la Xina. En la missió es va recollir 1,935 kg de la cara oculta de la Lluna, incloent sòl i roques de la superfície (fent ús d'una cullera) i mostres del subsòl (fent ús d'un trepant). Amb el retorn de la càpsula a la Terra, l'agència espacial de la Xina es va convertir en la primera en aconseguir retornar mostres de la cara oculta de la Lluna.
Tal com indica la insígnia oficial, la forma cal·ligràfica de la Lluna naixent amb dues empremtes humanes al centre que recorda el caràcter xinès 月 de ″lluna″, l'objectiu final del programa és preparar el camí per a una missió tripulada a la Lluna. Pot haver-hi una missió d'aquest tipus cap al 2030.

## Estructura del programa
D'acord amb el pla, el programa defineix quatre fites en l'exploració automàtica: orbitar al voltant de la Lluna, allunitzar, recollir i portar mostres a la Terra i, finalment, construir una base lunar. També preveu fer allunatges tripulats.

### Fase 1: Missions orbitals (Chang'e 1 i 2)
Chang'e 1 és un orbitador lunar, llançat a l'espai i lloc en òrbita lunar amb èxit. La inserció en òrbita lunar va tenir lloc el 5 de novembre de 2007. La missió de la sonda va durar 16 mesos, fins a l'1 de març de 2009, dia en què es va estavellar amb la Lluna.
La sonda Chang'e 2 es va desenvolupar amb l'objectiu de recaptar dades per l'allunatge en missions posteriors. El llançament es va produir l'1 d'octubre de 2010.

### Fase 2: Allunatge (Chang'e 3 i 4)
La sonda Chang'e 3 es va llançar a l'espai el 2 de desembre de 2013 i va allunar amb èxit el 14 del mateix mes a Sinus Iridum. Va desplegar l'astromòbil Yutu.
Com la missió Chang'e 3 fou un èxit, el mòdul de descens Chang'e 4 fou reprogramat amb nous objectius per a la missió. Així, el 7 de desembre de 2018 la missió Chang'e 4 fou enviada a la cara oculta de la Lluna. Va allunar en aquesta part abans no visitada de la Lluna el 3 de gener de 2019. La Chang'e 4 va desplegar l'astromòbil lunar Yutu-2 que, posteriorment, es va convertir en el que va recórrer una distància més llarga mai abans assolida sobre la superfície lunar. Entre altres, Yutu-2 va descobrir que en alguns llocs de la cara oculta de la Lluna la pols arriba fins als 12 metres de profunditat.

### Fase 3: Recollida i trasllat de mostres a la Terra (Chang'e 5 i 6)
El 23 d'octubre de 2014, es va llançar la missió Chang'e 5-T1, que fou dissenyada com un experiment per a una posterior nau de retorn de la Lluna.
El 16 de desembre de 2020, amb el final de la missió Chang'e 5, la Xina va completar amb èxit la seva primera missió amb retorn de mostres lunars, que va aconseguir recollir 1,731 kg de material
El 3 de maig de 2024, la Xina va enviar la missió Chang'e 6. L'1 de juny de 2024, el mòdul de descens i l'astromòbil Yidong Xiangji van fer el seu allunatge suau en la Conca del pol sud Aitken, com ja va fer la Chang'e 5, però aquesta vegada en la part situada a la cara oculta de la Lluna. En allò que constitueix la segona missió de retorn de mostres de la Xina, la seva cullera i trepants robòtics van prendre mostres de la superfície lunar i el 3 de juny de 2024 aquestes foren retornades a l'òrbita lunar amb l'objectiu final de fer-les arribar a la Terra. En total, la missió va durar 53 dies. Va finalitzar el 25 de juny de 2024 amb el retorn de la càpsula reentrant a l'atmosfera terrestre amb les mostres, que va aterrar en paracaigudes a la Mongòlia Interior, una regió autònoma de la Xina. En la missió es va recollir 1,935 kg de la cara oculta de la Lluna, incloent sòl i roques de la superfície (fent ús d'una cullera) i mostres del subsòl (fent ús d'un trepant). Amb el retorn de la càpsula a la Terra, l'agència espacial de la Xina es va convertir en la primera en aconseguir retornar mostres de la cara oculta de la Lluna.

### Fase 4: Estació de recerca robòtica lunar
La fase IV consisteix en el desenvolupament d'una estació de recerca lunar prop del Pol Sud de la Lluna.
El 2026, la Xina preveu llançar la Chang'e 7, una altra missió que pot ser considerada preparatòria i que explorarà els recursos naturals que es puguin trobar en el pol sud de la Lluna.
El 2028, està previst llançar la Chang'e 8, una nova missió preparatòria, amb l'objectiu de verificar les tecnologies d'utilització i desenvolupament de recursos in-situ. Podria incloure un mòdul de descens, un astromòbil i un aparell volador així com també un experiment d'impressió en 3D per fer ús de la utilització de recursos in-situ (ISRU), amb l'objectiu de fer una prova per construir una estructura. També transportarà un petit experiment amb un ecosistema segellat. Provarà la tecnologia necessària per a la construcció d'una base científica lunar.

### Fase 5: Allunatge tripulat
El 2019, la Xina va revisar els estudis preliminars per una missió tripulada a la superfície de la Lluna en la dècada del 2030 i la possibilitat de construir una base a prop del pol sud lunar amb cooperació internacional.
El 12 de juliol de 2023, en el 9è. Fòrum Aerospacial Comercial de la Xina, celebrat a Wuhan, en la província de Hubei, Zhang Hailian, un dissenyador en cap adjunt amb l'Agència Espacial Tripulada de la Xina (CMSA), va presentar públicament un pla preliminar perquè, cap a l'any 2030, dos astronautes fessin el seu primer allunatge, fent ús de la nau espacial Mengzhou i el mòdul de descens tripulat Lanyue.

### 2035 i després: La base lunar internacional
El 2021, la Xina i Rússia van anunciar que construirien una base lunar conjuntament. També invitaren formalment més països i organitzacions internacionals a unir-se al projecte de la seva Estació de Recerca Lunar Internacional (ILRS), que seria densenvolupada pels dos països, com una alternativa al programa Artemis nord-americà. El 24 d'abril de 2021, la Xina va anunciar la formalització de l'Organitació per a la Cooperació en l'Estació de Recerca Lunar Internacional ILRSCO), que inclou com a estats membres a la Xina, Rússia, Sud-àfrica, Bielorrúsia, Azerbaijan, Venezuela, Pakistan i Egipte.